# ميكائيل لاي راسموسن
ميكائيل لاي راسموسن هو لاعب اتحاد الرغبي دنماركي، ولد في 1 مايو 1973 في الدنمارك في مملكة الدنمارك.